# Association Sportive Port-Louis 2000
L'Association Sportive Port Louis 2000 è una squadra di calcio africana di Mauritius.
Ha sede nella città di Port Louis.
Il club ha vinto 5 scudetti e due coppe nazionali.

## Trofei
- Mauritian League: 5[1]

2002, 2003, 2003-2004, 2004-2005, 2011
- Mauritian Cup: 2

2002, 2005
- Mauritian Republic Cup: 2

2004, 2005

## Stadio
Il club gioca le gare casalinghe allo Stadio François Xavier che ha una capacità di 5000 posti a sedere.